# Camille Mandrillon

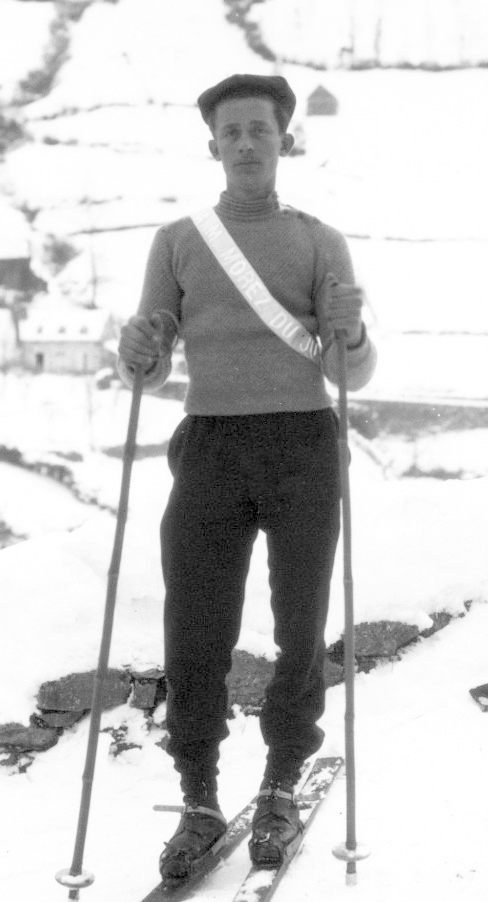
Camille Mandrillon 1910

Camille Mandrillon (* 6. September 1891 in Les Rousses; † 22. März 1969 in La Tronche, Isère) war ein französischer Skisportler und Offizier der Chasseurs alpins.
Bei den Olympischen Winterspielen 1924 war er Fahnenträger Frankreichs und Sprecher des olympischen Eids. Auch sein Bruder Maurice Mandrillon war Teil dieser Mannschaft. Als Soldat, damals im Dienstgrad Hauptmann (Capitaine), war er Kapitän der französischen Mannschaft beim Militärpatrouillenlauf, die in dieser Disziplin die Bronzemedaille gewann. Vier Jahre später war er erneut Mitglied der französischen Mannschaft in der Militärpatrouille, allerdings war der Wettkampf 1928 nur Demonstrationswettbewerb. Die französische Mannschaft konnte den Wettkampf nicht beenden und belegte den achten und letzten Platz.